# Al-Muhtadee Billah
Al-Muhtadee Billah (in arabo المهتدي بالله; Bandar Seri Begawan, 17 febbraio 1974) è il principe ereditario del Brunei dal 2008 e Ministro Senior del suddetto stato dal 2005.

## Biografia

### Educazione

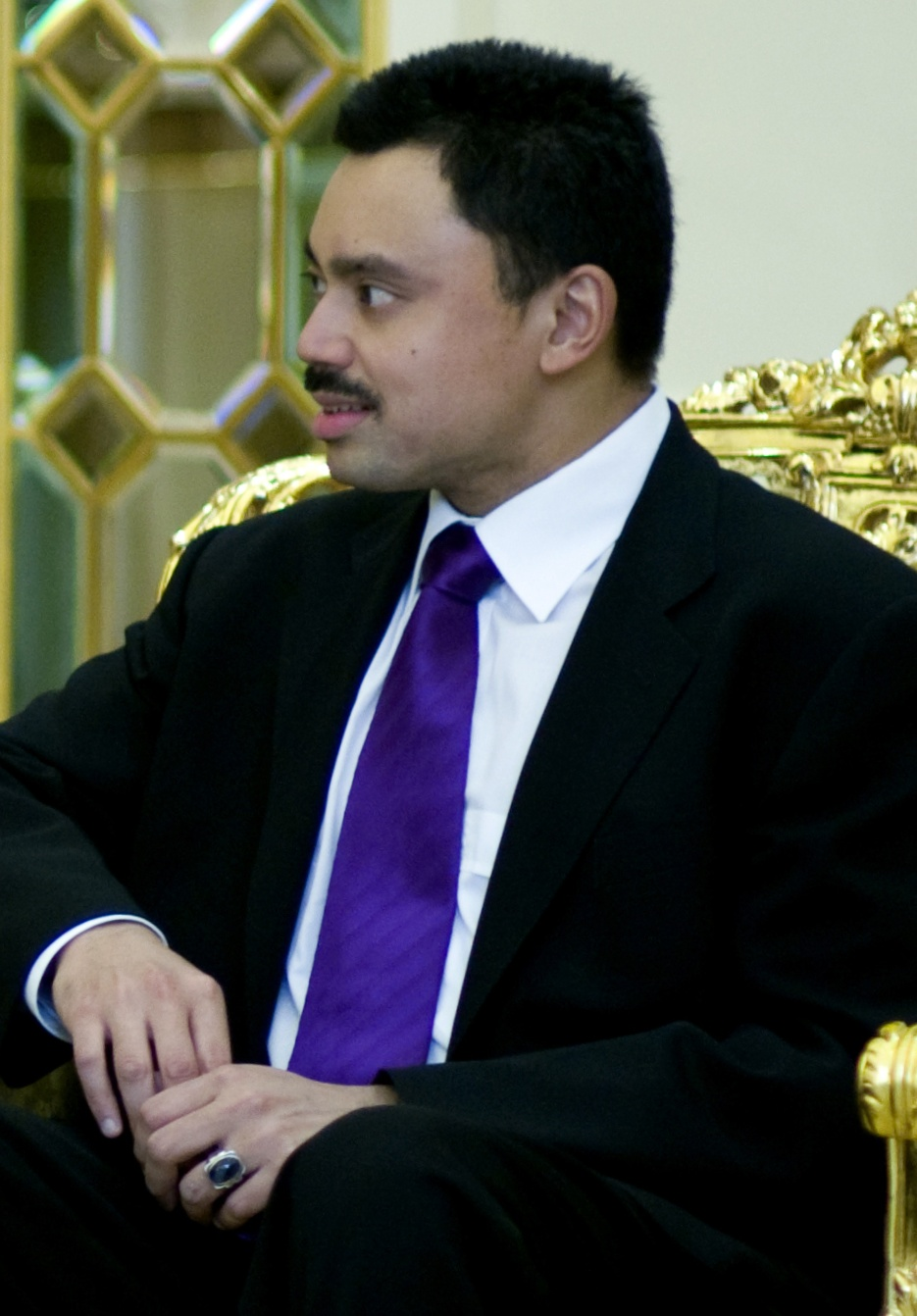
Al-Muhtadee Billah nel 2008

Al-Muhtadee Billah è nato nel 1974 al Palazzo Darul Hana, terzogenito di Hassanal Bolkiah e di Pengiran Anak Saleha.
Ricevette la sua prima istruzione nel palazzo di nascita e completò gli studi primari alla St. Andrew's School di Bandar Seri Begawan. In seguito frequentò il Paduka Seri Begawan Sultan Science College e l'Emanuel School a Battersea.
Concluse le scuole secondarie e studiò all'Università di Brunei Darussalam e all'Oxford Center for Islamic Studies, per poi frequentare il Programma di Servizio Estero al Magdalen College e diplomarsi in Studi Diplomatici nel 1997.

### Principe ereditario e attività

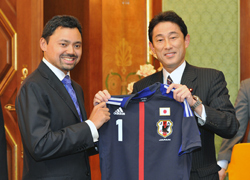
Al-Muhtadee Billah e Fumio Kishida nel 2013

Il 10 agosto 1998 fu proclamato principe ereditario del Brunei, venendo presentato dal padre con il Kris Si Naga, un pugnale dorato simbolo dell'autorità sultanale e necessaria all'erede al trono per succedere al sovrano.
Qualora suo padre dovesse recarsi all'estero, agisce come vice sultano, Ministro Senior all'Ufficio del Primo Ministro, generale delle Forze Armate, Vice Ispettore Generale della Royal Brunei Police Force e Capo del National Disaster Management Committe.

### Matrimonio
Il 9 settembre 2004 sposò la diciassettenne studentessa Sarah Salleh, presso il Palazzo Nurul Iman.

## Discendenza
Al-Muhtadee Billah e Sarah Salleh hanno due figli e due figlie:
- Abdul Muntaqim (17 marzo 2007);
- Muneerah Madhul Bolkiah (2 gennaio 2011);
- Muhammad Aiman (7 giugno 2015);
- Faathimah Az-Zahraa' Raihaanul Bolkiah	(1⁰ dicembre 2017).

## Ascendenza
|                             |                              |                              | Genitori                              |  |  | Nonni |  |  | Bisnonni                 |  |  | Trisnonni                     |  |
|                             |                              |                              |                                       |  |  |       |  |  | Muhammad Jamalul Alam II |  |  | Hashim Jalilul Alam Aqamaddin |  |
|                             |                              |                              |                                       |  |  |       |  |  | Muhammad Jamalul Alam II |  |  | Hashim Jalilul Alam Aqamaddin |  |
|                             |                              | Pengiran Siti Fatima         |                                       |  |  |       |  |  | Muhammad Jamalul Alam II |  |  |                               |  |
| Omar Ali Saifuddien III     |                              |                              |                                       |  |  |       |  |  | Muhammad Jamalul Alam II |  |  |                               |  |
|                             |                              | Pengiran Anak Fatima         | Pengiran Anak Saiful Rijal            |  |  |       |  |  |                          |  |  |                               |  |
|                             |                              | Pengiran Anak Fatima         | Pengiran Anak Saiful Rijal            |  |  |       |  |  |                          |  |  |                               |  |
|                             |                              | Pengiran Anak Fatima         | Pian Jamaliah                         |  |  |       |  |  |                          |  |  |                               |  |
| Hassanal Bolkiah            |                              | Pengiran Anak Fatima         |                                       |  |  |       |  |  |                          |  |  |                               |  |
|                             |                              | Pengiran Anak Abdul Rahman   | Pengiran Muda Besar Omar              |  |  |       |  |  |                          |  |  |                               |  |
|                             |                              | Pengiran Anak Abdul Rahman   | Pengiran Muda Besar Omar              |  |  |       |  |  |                          |  |  |                               |  |
|                             |                              | Pengiran Anak Abdul Rahman   | Pengiran Anak Siti Khadija            |  |  |       |  |  |                          |  |  |                               |  |
| Pengiran Anak Damit         |                              | Pengiran Anak Abdul Rahman   |                                       |  |  |       |  |  |                          |  |  |                               |  |
|                             |                              | Pengiran Fatima              | Radin Haji Hassan                     |  |  |       |  |  |                          |  |  |                               |  |
|                             |                              | Pengiran Fatima              | Radin Haji Hassan                     |  |  |       |  |  |                          |  |  |                               |  |
|                             |                              | Pengiran Fatima              | Hajah Zainab                          |  |  |       |  |  |                          |  |  |                               |  |
| Al-Muhtadee Billah          |                              | Pengiran Fatima              |                                       |  |  |       |  |  |                          |  |  |                               |  |
|                             | Pengiran Anak Abdul Rahman * | Pengiran Muda Besar Omar *   |                                       |  |  |       |  |  |                          |  |  |                               |  |
|                             | Pengiran Anak Abdul Rahman * | Pengiran Muda Besar Omar *   |                                       |  |  |       |  |  |                          |  |  |                               |  |
|                             | Pengiran Anak Abdul Rahman * | Pengiran Anak Siti Khadija * |                                       |  |  |       |  |  |                          |  |  |                               |  |
| Pengiran Anak Muhammad Alam | Pengiran Anak Abdul Rahman * |                              |                                       |  |  |       |  |  |                          |  |  |                               |  |
|                             |                              | Pengiran Fatima *            | Radin Haji Hassan *                   |  |  |       |  |  |                          |  |  |                               |  |
|                             |                              | Pengiran Fatima *            | Radin Haji Hassan *                   |  |  |       |  |  |                          |  |  |                               |  |
|                             |                              | Pengiran Fatima *            | Hajah Zainab *                        |  |  |       |  |  |                          |  |  |                               |  |
| Pengiran Anak Saleha        |                              | Pengiran Fatima *            |                                       |  |  |       |  |  |                          |  |  |                               |  |
|                             |                              | Pengiran Anak Metassan       | Pengiran Anak Ismail Apong            |  |  |       |  |  |                          |  |  |                               |  |
|                             |                              | Pengiran Anak Metassan       | Pengiran Anak Ismail Apong            |  |  |       |  |  |                          |  |  |                               |  |
|                             |                              | Pengiran Anak Metassan       | Pengiran Anak Taisa                   |  |  |       |  |  |                          |  |  |                               |  |
| Pengiran Anak Besar         |                              | Pengiran Anak Metassan       |                                       |  |  |       |  |  |                          |  |  |                               |  |
|                             |                              | Pengiran Anak Piut           | Pengiran Anak Muhammad Tajuddin Gador |  |  |       |  |  |                          |  |  |                               |  |
|                             |                              | Pengiran Anak Piut           | Pengiran Anak Muhammad Tajuddin Gador |  |  |       |  |  |                          |  |  |                               |  |
|                             |                              | Pengiran Anak Piut           | Pengiran Anak Noralam                 |  |  |       |  |  |                          |  |  |                               |  |
|                             |                              | Pengiran Anak Piut           |                                       |  |  |       |  |  |                          |  |  |                               |  |